# Юлія Домна

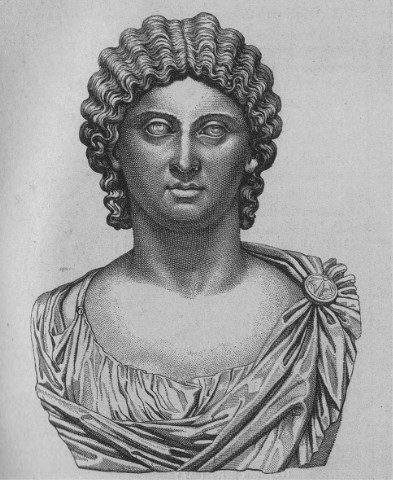
Юлія Домна

Юлія Домна (? — 218, Антіохія), дружина римського імператора Септимія Севера і мати Каракалли і Ґети.

## Родовід
- Птолемей I Сотер, Фараон Єгипту
  -  Птолемей II Філадельф, Фараон Єгипту
    -  Птолемей III Евергет, Фараон Єгипту
      -  Птолемей IV Філопатор, Фараон Єгипту
        -  Птолемей V Епіфан, Фараон Єгипту
          -  Птолемей V Епіфан, Фараон Єгипту
            -  Клеопатра ІІ, Фараон Єгипту
              -  Клеопатра III, Фараон Єгипту
                -  Птолемей X, Фараон Єгипту
                  -  Клеопатра V, Фараон Єгипту
                    -  Клеопатра VII, Фараон Єгипту
                      -  Клеопатра Селена II, Фараон Єгипту
                        -  Птолемей, Цар Мавретанії
                          -  Гай Юлій Алексіон, Принц Сирії
                            -  Гай Юлій Бассіан, Принц Сирії
                              -  Юлія Домна, Римська Імператриця
                                -  Каракалла, Римський Імператор
                                -  Ґета, Римський Імператор

                              -  Юлія Меза, Принцеса Сирії
                                -  Юлія Соемія, Принцеса Сирії
                                  -  Геліогабал, Римський Імператор

                                -  Юлія Мамея, Принцеса Сирії
                                  -  Александер Север, Римський Імператор

## Походження
Юлія Домна була сирійського походження. Вона народилася в місті Емесі (тепер Хомс). Її предки були жерцями храму Ваала. Юлія Домна була молодшою дочкою первосвященика Гая Юлія Бассіана і старшою сестрою Юлії Меси.

## Дружина майбутнього імператора
У 184 році Юлія вийшла заміж за майбутнього імператора Септимія Севера. Шлюб виявився щасливим. Септимію подобалося, що його дружина захоплюється філософією. Незабаром у них народилося двоє синів — Луцій Септимій Бассіан (Каракалла) у 186 році і Публій Септимій Ґета у 189 році. Коли Септимій Север став імператором у 193 році, почалася громадянська війна з конкурентами, такими як Песценній Нігер і Клодій Альбін. Юлія Домна була в Римі поки її чоловік воював. Вона часто брала участь у палацових інтригах і у неї було багато ворогів, які звинувачували її в зраді й перелюбі. Жодне з цих звинувачень не було доведено. Вона супроводжувала Септимія Севера в поході проти бритів.

## Правління Каракалли і Ґети

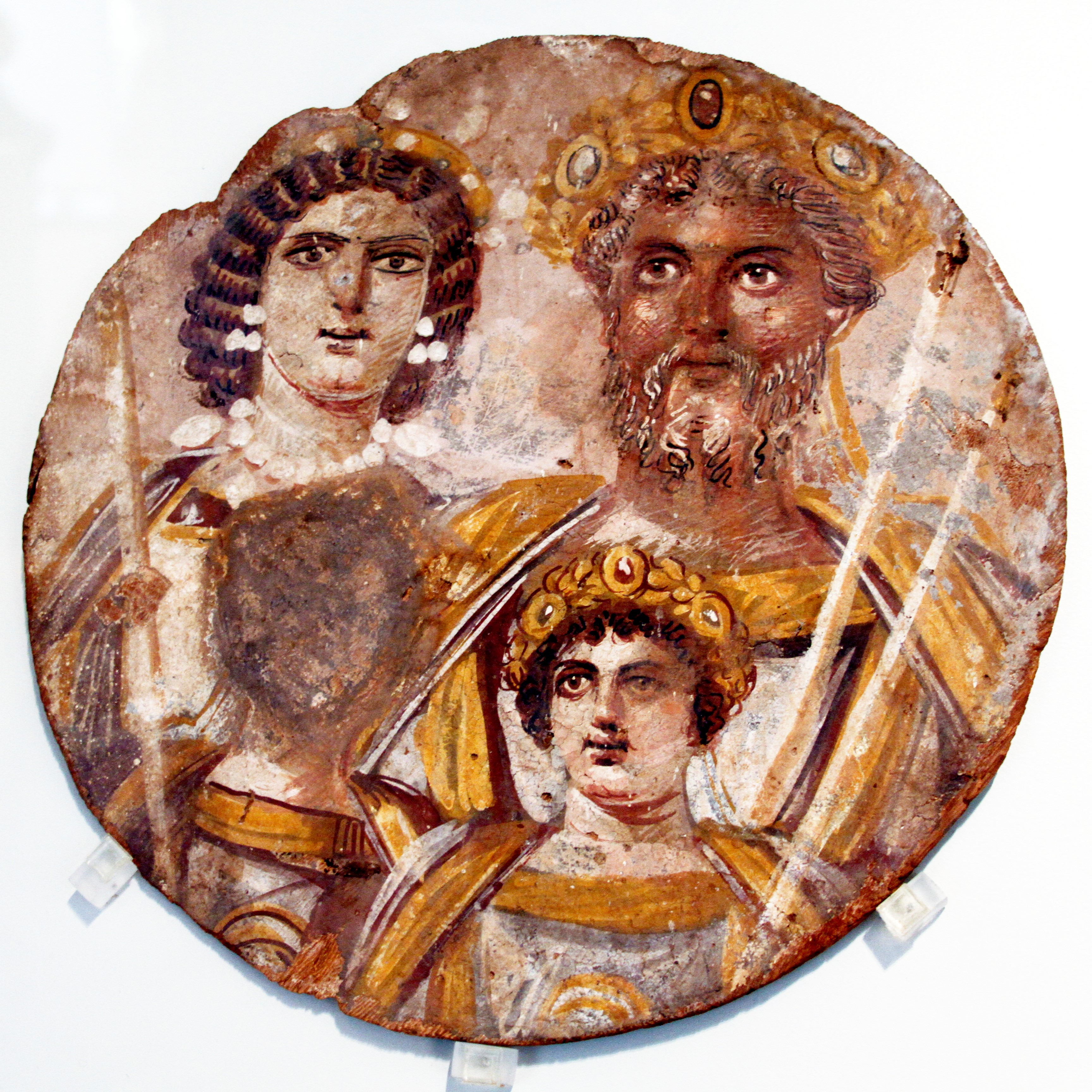
Тондо з зображенням Септимія Севера, його дружини Юлії Домни та дітей — Ґети і Каракалли. Після вбивства Ґети Каракаллою зображення Ґети були знищені (див. Damnatio memoriae).

Коли імператор помер у 211 році в Еборакумі (сьогодні Йорк), імператорами стали Каракалла і Ґета. Двоє братів ніколи не любили одне одного і часто сварилися. Ґета був убитий центуріоном Каракалли в тому ж році. Каракалла став єдиним імператором, але його стосунки з матір'ю були складними. Все ж, Юлія супроводжувала Каракаллу в його кампанії проти Парфії. Під час цього походу Каракаллу було вбито, й імператором став Макрін.

## Останні роки життя
Макрін напевно був відповідальним за вбивство імператора, але він намагався зробити стосунки з Юлією Домною мирними. Макрін наказав їй залишити Антіохію для проживання, але незабаром і він був убитий. Юлія Домна померла у тому ж році. Її тіло було привезено до Риму і поховане у Sepulcrum C. et L. Caesaris окремій камері у мавзолеї Августа. Пізніше її прах був переміщений в мавзолей Адріана. Юлія Домна була обожнена.